# La Chanson des blés d'or
 (12 décembre 2024).
La Chanson des blés d'or est une chanson créée par Marius Richard[réf. nécessaire] à La Scala à Paris en 1882, sur des paroles de Camille Soubise et Lemaître, et une musique de Frédéric Doria (1841-1900).

## Interprétations
Frédéric Doria, compositeur et interprète de café-concert, aurait créé la chanson au Grand Concert parisien en 1882[réf. nécessaire].
Cette romance est devenue un classique de la chanson française, reprise par de nombreux interprètes (Maréchal en 1896, Fred Gouin en 1919, Réda Caire en 1931, Armand Mestral en 1956, Fabienne Thibeault en 1982, Jack Lantier, etc.). 
Elle est chantée par l'actrice Iris Bry dans la scène finale du film Les Gardiennes. Il en existe également une interprétation par Isa Fleur dans le téléfilm de la série Chez Maupassant (saison 3 - épisode 7) : Une partie de campagne réalisé en 2011 par Jean-Daniel Verhaeghe. La musique de cette chanson ayant été créée en 1882, la nouvelle de Maupassant est antérieure à cette date (1881), mais on reste dans l'époque.